# Korail
Korail, siglas en "Korea Railway Corporation", es una empresa surcoreana que se encarga de la explotación de los ferrocarriles en ese país. Fue organización gobierno se llama "Korean National Railroad (KNR)" hasta el año 2003. Cambió el nombre en Korail en 2003. Korail maneja la mayoría de líneas de ferrocarril. También maneja metros, como línea 1 en Seúl.

## Historia
Históricamente, la red ferroviaria de Corea del Sur fue administrada por la Oficina de Administración de Ferrocarriles del Ministerio de Transporte antes de 1963. El 1 de septiembre de 1963, la oficina se convirtió en una agencia conocida como Ferrocarril Nacional Coreano (KNR). A principios de la década de 2000, el gobierno de Corea del Sur decidió la división y operativización pública de KNR, y en 2003, KNR adoptó el logotipo actual de KORAIL en azul para preparar la operativización. El 1 de enero de 2005, KNR se dividió en Korea Railroad Corporation (KORAIL), que logró la operación ferroviaria con el logotipo y el nombre de KORAIL, y Korea National Railway (KNR), que logró la construcción y el mantenimiento de vías férreas.

## Clases
- KTX (Korea Train Express): Tren de alta velocidad
- ITX (Intercity Train Express): servicios interurbanos.
- Mugunghwa y  Nuriro: son servicios de trenes regionales.
- Servicios Urbanos: nombrados como servicios de metro , estos servicios se brindan en el Área Metropolitana de Seúl y el Área Metropolitana de Busan.

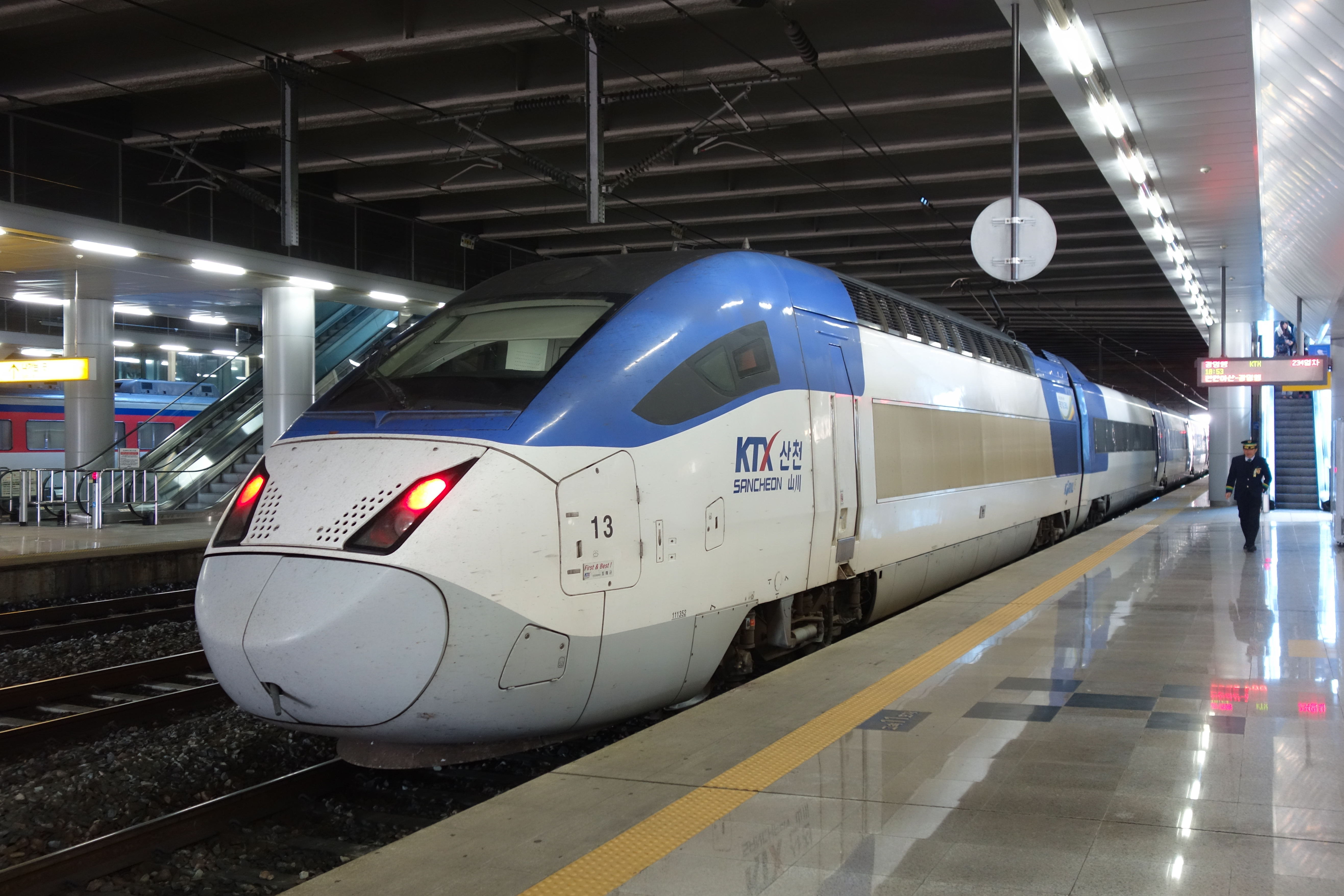
KORAIL KTX-Sancheon Clase 11
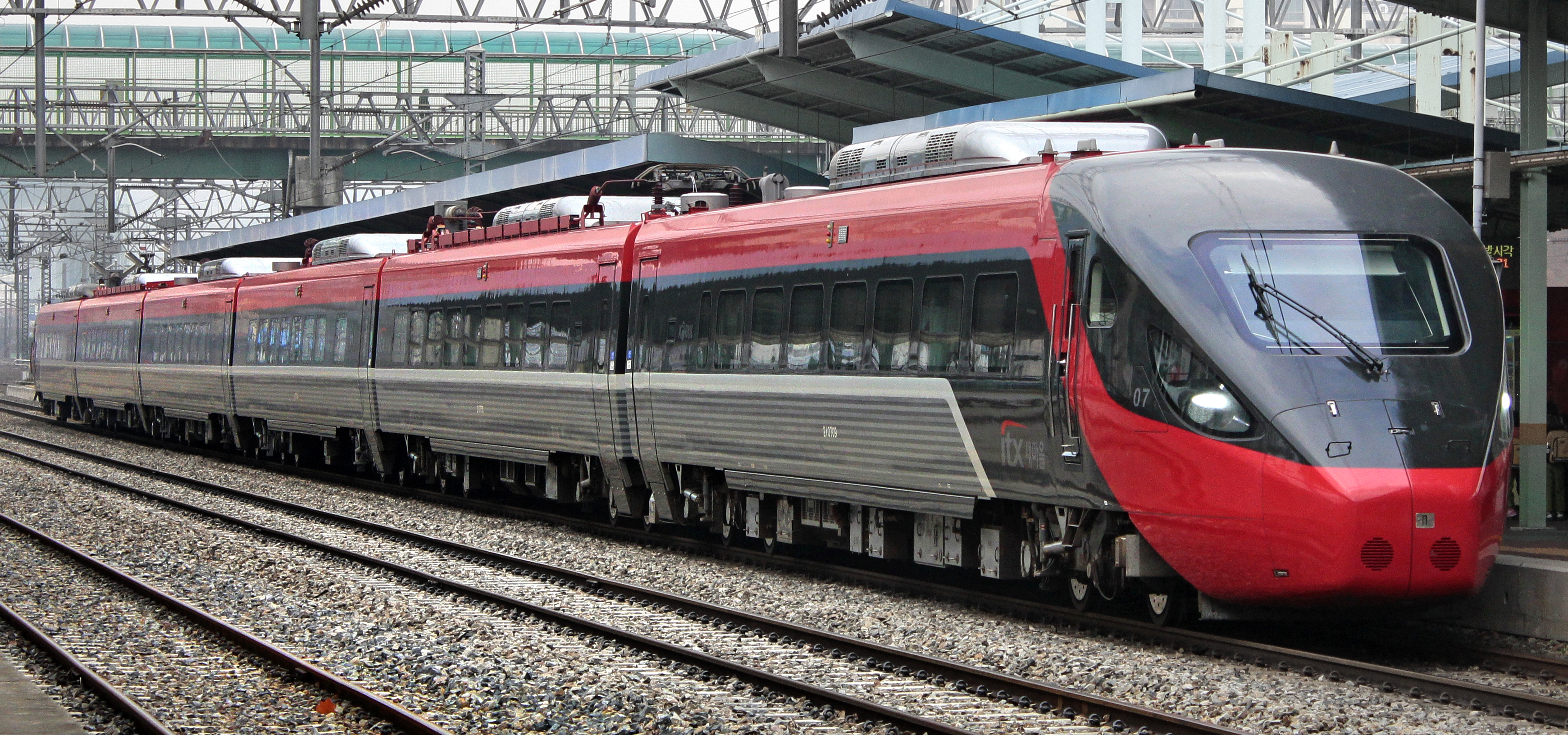
KORAIL ITX-Saemaeul Clase 21
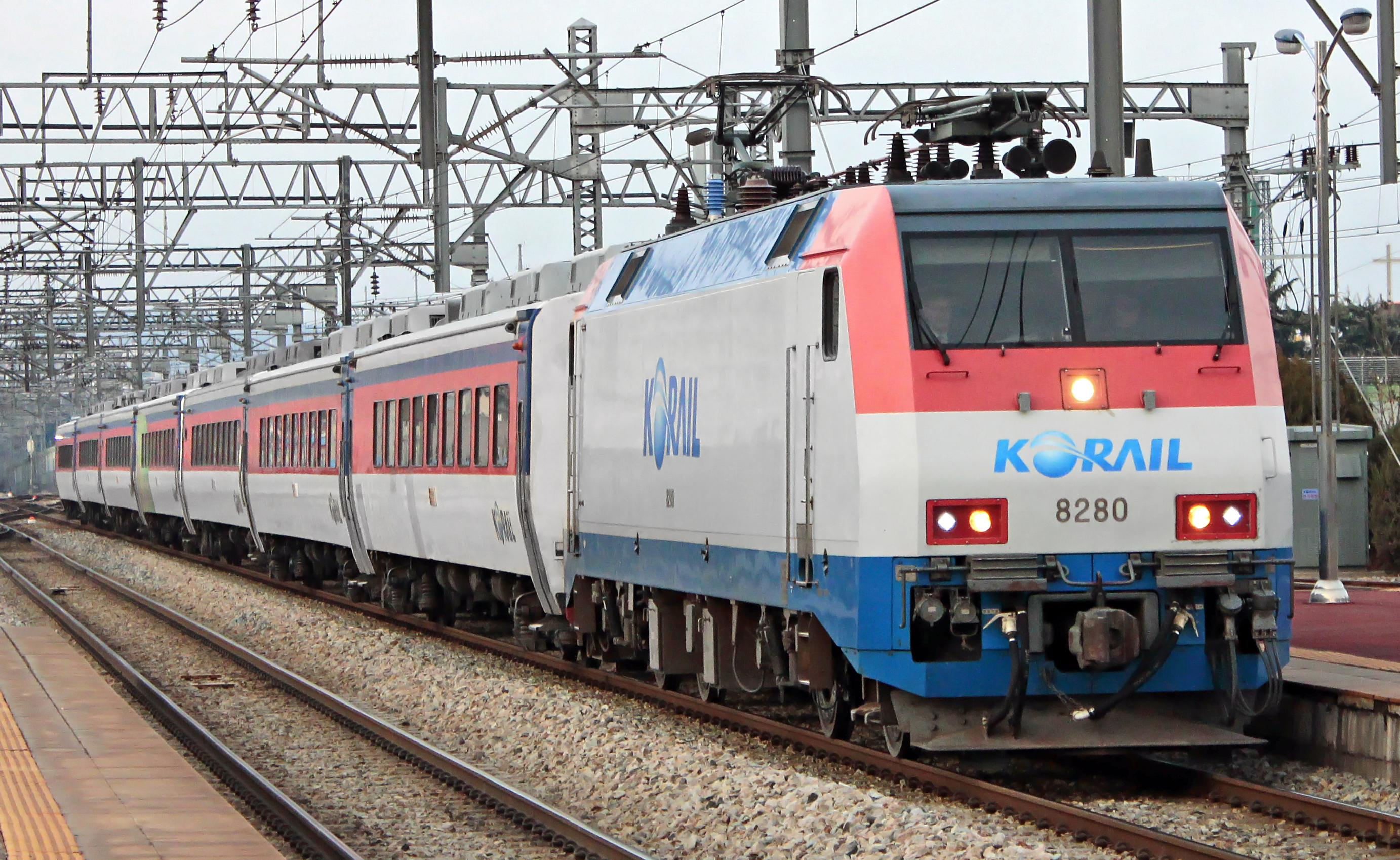
KORAIL Mugunghwa-ho
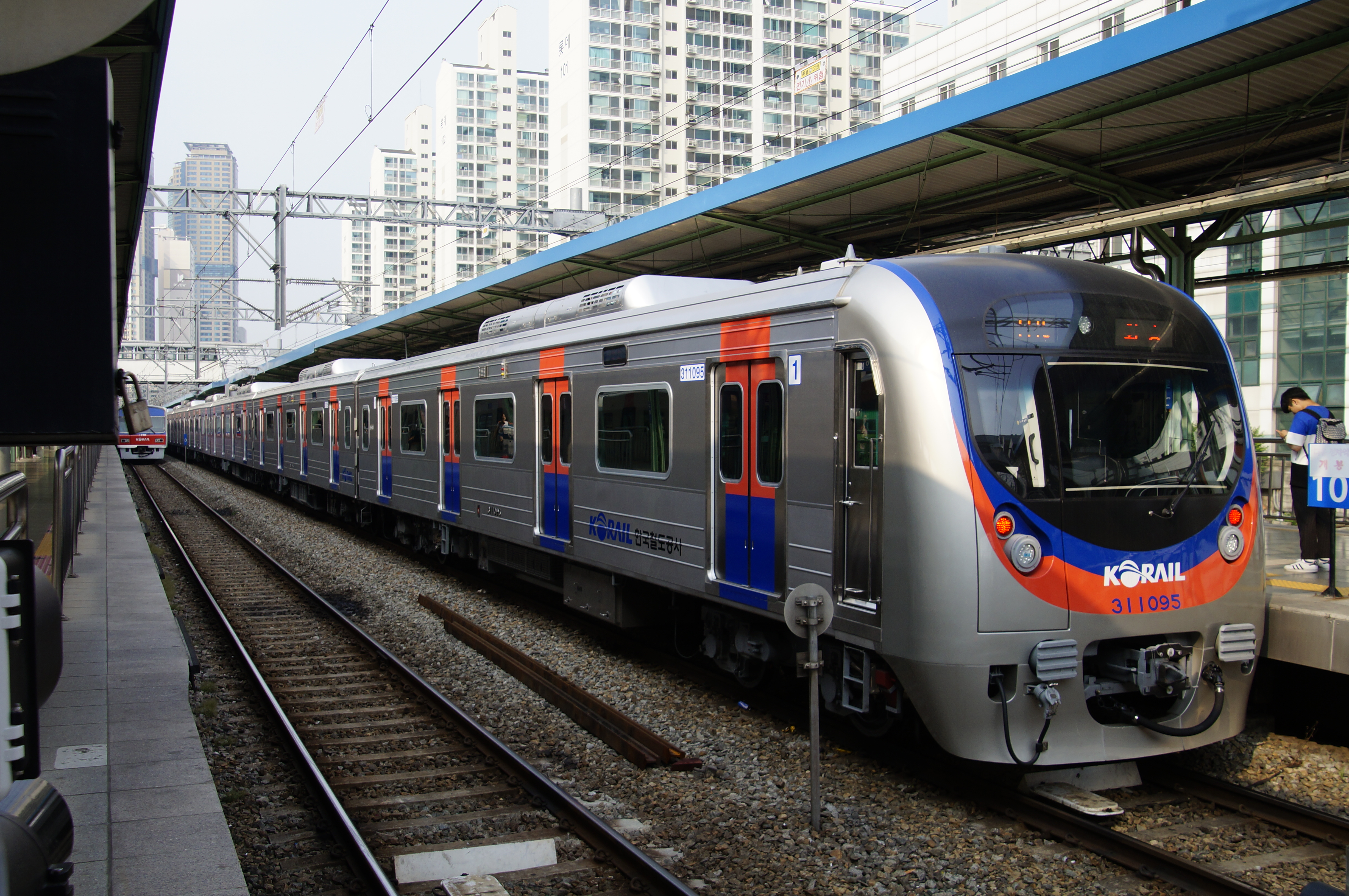
KORAIL Clase 311

## Líneas
- Línea Gyeongbu : Conecta Seúl a Busan. Es línea más importante en Corea del Sur.
- Línea Alta Velocidad Gyeongbu
- Línea Honam : Conecta Daejeon a Mokpo.
- Línea Jungang : Significa línea de central.